# 節理

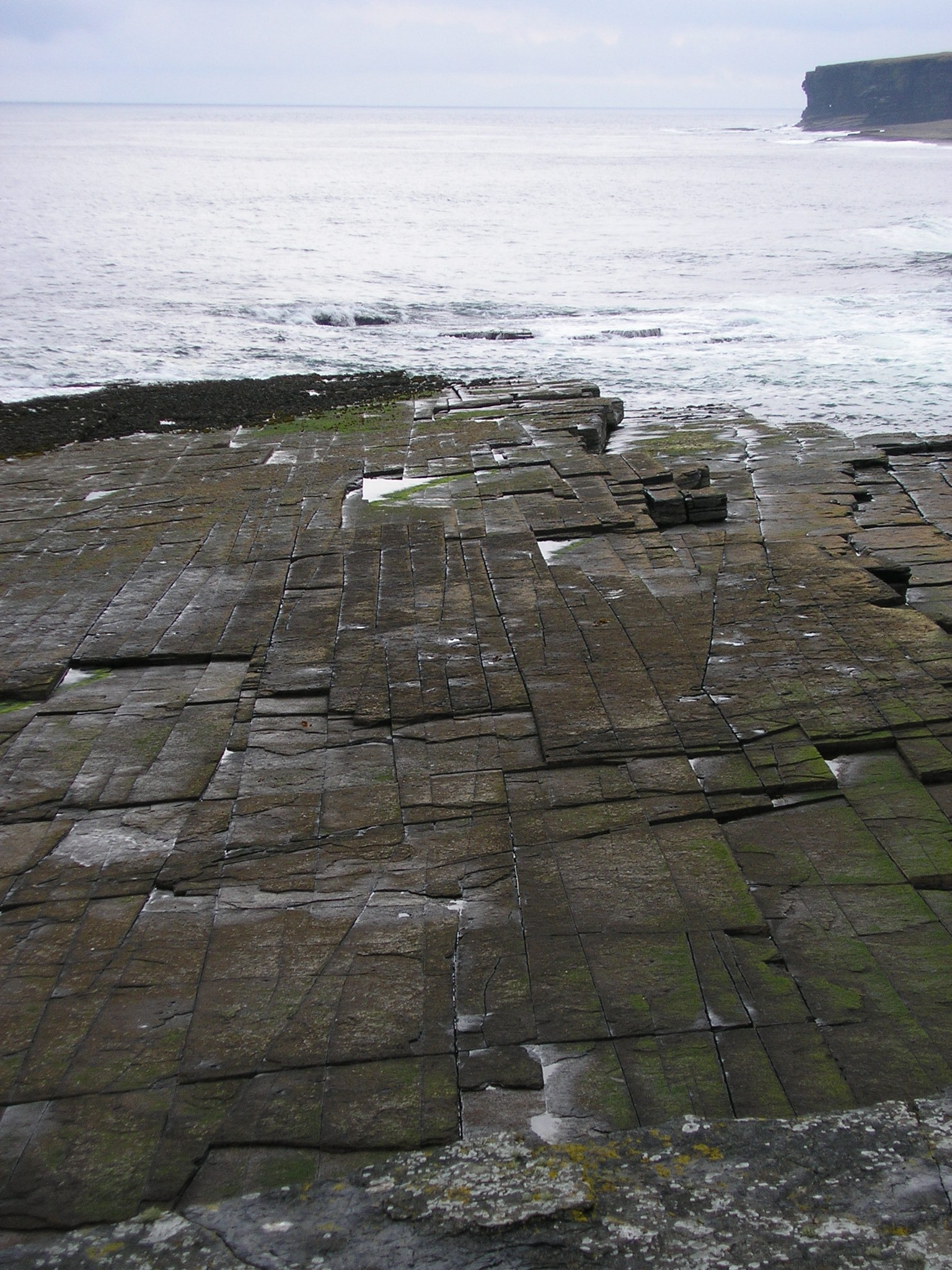
位於蘇格蘭凱瑟尼斯的節理地形。

节理（英語：joint）是地質學名詞，是断裂构造的一种，另一种为断层。當岩層受力而變形、斷裂，會產生破裂面。若破裂面兩側的岩块，沒有明显沿着破裂面发生明显位移，稱為节理，有时也称为裂隙；若有明顯位移，則稱為斷層。

## 分类

### 依形成方式
- 大地構造節理
- 減壓節理
- 冷卻節理

### 依力學性質

#### 张节理
岩石受拉张应力超过岩石的抗张能力产生的破裂。其延伸方向常与主张应力方向垂直。有时剪应力也会造成张节理，此种张节理通常呈雁阵状成群出现。张节理的产状不稳定，延伸不远；节理面参差不齐，粗糙无擦痕；节理多开口，常被矿脉填充成楔形、扁豆形及其它不规则形状；砾岩或砂岩中的张节理常绕过砾石、粗砂粒。

#### 剪节理
岩石受剪切应力超过岩石的抗剪能力产生的破裂。一般情况下，岩石抗剪能力远远小于其抗压能力，因此岩石在承受压应力的情况下往往先形成两组共轭的剪节理，共轭剪节理的锐角指示主要应力方向。剪节理的产状较稳定，沿走向和倾向延伸较远；节理面平直而光滑，能把砾石切断、错开，有时可见擦痕；节理两壁一般紧闭或壁距较小，较少被矿物充填；发育于砾岩和砂岩中的剪节理，一般会切割砾石和胶结物。

## 景观
- 野柳豆腐岩
- 澎湖柱狀玄武岩
- 雲南石灰岩